# Isolde Kostner
Isolde Kostner (n. 20 martie 1975, Bozen, Italia) este o schioare alpină ce a reprezentat Italia, medaliată olimpică. A participat la 3 ediții ale Jocurilor Olimpice (1994, 1998, 2002) în care a câștigat o medalie de argint și două medalii de bronz.